# Национални стадион у Варшави
Национални стадион у Варшави (пољ. Stadion Narodowy) је фудбалски стадион у Варшави, Пољска. Највише се користи за фудбалске утакмице и домаћи је стадион фудбалске репрезентације Пољске.
Стадион има капацитет од 58.580 седећих места, што га чини највећим фудбалским стадионом у Пољској. Његова изградња је почела 2008, а завршена новембра 2011. Налази се на месту бившег Стадиона Десетогодишњице, на адреси al. Zieleniecka 1 у делу града званом Јужна Прага, близу центра града. Стадион има увлачив ПВЦ кров који се развија из гнезда обешеног изнад центра терена. Увлачећи кров је инспирисан сличним кровним системом на Комерцбанк арени у Франкфурту, а такође је сличан реновираном крову на Би-Си плејс-у у Ванкуверу.
Стадион је опремљен грејачима за терен, тереном за тренинг, фасадним осветљењем и подземним паркингом. То је вишенаменски објекат, у могућности да буде домаћин спортских догађаја, концерата, културних манифестација и конференција.

## Историја

### Припреме за изградњу
Конзорцијум JSK Architects Ltd., GMP - von Gerkan, Marg und Partner Architekten и SBP - Schleich Bergermann und Partner је 1. фебруара 2008. представио идејно решење (визуелизација и макета) новог стадиона.
Први грађевински радови почели су 15. маја 2008, када је 126 бетонских пробних шипова убачено у тло старог стадиона. 18. јуна 2008. Национални спортски центар, државна компанија задужена за припрему и надзор изградње стадиона, је поднела документа Гувернеру Мазовије потребна за добијање грађевинске дозволе. Повољна одлука је одобрена 22. јула 2008. 26. септембра 2008. је потписан уговор са грађевинском фирмом Pol-Aqua SA да спроведе прву фазу грађевинских градова, што укључује и рушење старог стадиона. Неколико дана касније, 7. октобра 2008. је почела изградња стадиона.

### Изградња
Прва фаза радова је укључивала рушење бетонске структуре стадиона Десетогодишњице, припрему терена, забијање око 7000 бетонских шипова у земљиште, изградња 6700 стубова од шљунка и бетона, као и изградња око 900 грађевинских шипова који сада чине темељ стадиона.
9. марта 2009. процес забијања шипова је завршен, а тачно месец дана касније, отворена је коверта са понудама компанија које су желеле да учествују у другој фази изградње стадиона. Најбоље услове је понудио немачко-аустријско-пољски конзорцијум на челу са Alpine Bau и састављен од Alpine Bau Deutschland, Alpine Construction Poland, PBG SA и Hydrobudowa Poland SA, вредности 1.252.755.008,64 злота.
8. маја 2009. на градилишту су се појавиле прве машине извођача радова, али су тек крајем јуна радови добили замах, када је и почело постављање грађевинских кранова. Током изградње је коришћено укупно 19 кранова. Крајем септембра, први грађевински елементи су били видљиви изван стадиона. За изградњу степеништа коришћене су клизне оплате, тако да је прво, висине 35 метара, урађено за само 14 дана. Камен темељац и временска капсула су постављени током свечаности одржане 7. октобра 2009. Временска капсула садржи заставе Пољске, Европске уније и града Варшаве, дневне новине, новчиће, папирни новац и друге артефакте.
Крајем јануара 2010. стигли су први елементи кровне конструкције. То је био 1 од 72 елемента који ће постати део велике челичне кровне конструкције. Сваки од њих је висине 12,5 метара и тежи 48 тона. 13. августа 2010. је завршено постављање свих префабрикованих елемената, што представља целу структуру трибина стадиона. Десет дана касније су завршени сви бетонски радови. 4. јануара 2011. је завршено склапање кровне конструкције.

### Завршетак изградње и отварање
Првобитно је било планирано да Национални стадион буде завршен 30. јуна 2011. Стадион је требало да буде отворен за јавност 22. јула 2011, док је званично отварање било заказано за 27. август. Због текуће изградње догађај је померен за јануар 2012, а у међувремену је 27. августа 2011. одржана свечаност поводом пуштања у рад спољашњег осветљења. Због неколико одлагања отварања стадиона, два пута је организован отворени дан, 24. јула и 2. октобра.
Грађевински радови су званично завршени 29. новембра 2011. Један дан касније, Рафал Каплер, председник Националног спортског центра, је предао захтев за добијање лиценце за коришћење објекта.
Церемонија званичног отварања стадиона је одржана 29. јануара 2012, уз концерт пољских познатих музичара и ватромет на крају.
У фебруару и мају 2012. на стадиону је требало да се играју финала Суперкупа и Купа Пољске, али обе утакмице због безбедносних разлога нису одигране на Националном стадиону.
29. фебруара 2012, 100 дана пре почетка Европског првенства 2012, фудбалска репрезентација Пољске је одиграла инаугурациони меч са репрезентацијом Португалије, који се завршио без голова 0:0.
17. априла 2012. варшавска Легија је одиграла пријатељску утакмицу са шпанском Севиљом, и изгубила 2:0, а ово је била прва клупска утакмица на овом стадиону.

## Утакмице наЕвропском првенству 2012.
На Европском првенству у фудбалу 2012. стадион је био домаћин три утакмице групне фазе и по једне утакмице четвртфинала и полуфинала.
| Датум         | Време (CEST) | 1. тим  | Резултат | 2. тим      | Коло         | Гледалаца |
| ------------- | ------------ | ------- | -------- | ----------- | ------------ | --------- |
| 8. јун 2012.  | 18:00        | Пољска  | 1 : 1    | Грчка       | Група А      | 56.070    |
| 12. јун 2012. | 20:45        | Пољска  | 1 : 1    | Русија      | Група А      | 55.920    |
| 16. јун 2012. | 20:45        | Грчка   | 1 : 0    | Русија      | Група А      | 56.614    |
| 21. јун 2012. | 20:45        | Чешка   | 0 : 1    | Португалија | Четвртфинале | 55.590    |
| 28. јун 2012. | 20:45        | Немачка | 1 : 2    | Италија     | Полуфинале   | 55.540    |